# ジャストスポット
ジャストスポットとは、かつて関東地方に展開されていた日本のコンビニエンスストアチェーンである。

## 概要
コンビニエンスストアチェーンのニコマートが1993年（平成5年）6月23日と24日に連続して不渡りを出し銀行取引停止となり事実上倒産し、エリアフランチャイザー契約が宙に浮いた状態となったことから、飯野リティル・パスコリテール・大森商店の3社が同年10月1日に店舗名を「ニコマート」から「ジャストスポット」に変更したのが始まりである。
発足時の店舗数は約100店舗であった。
ニコマートのエリアフランチャイザーとしての制約が無くなったことから、パスコリテールも飯野リティルも東京都への出店が可能となり、両社ともに東京都心部への出店を積極的に進めた。
3社の内「飯野リティル」と「パスコリテール」は共同仕入を行い、1996年（平成8年）末時点では、パスコリテールが72店舗、飯野リティルが62店舗を展開していた。
1998年（平成10年）4月にパスコリテールはポプラに買収されて「株式会社関東ポプラ」に社名変更され、同年7月1日の浜松町店を皮切りに「ジャストスポット」からポプラに店名変更した。この買収時点ではパスコリテールは73店舗を展開していた。
飯野リティルは2002年（平成14年）7月に新鮮組に売却され、同年に株式会社ジャストスポットに社名変更した。同社は2007年（平成19年）に新鮮組本部に吸収されたが、店舗名は2008年（平成20年）2月に新選組がローソンに全店舗を加盟させて同年5月末までにジャストスポットを含む全店舗をローソンへ店名を変更するまで使用された。

### 参加した3社
- パスコリテール(神奈川県横浜市) - 1986年（昭和61年）7月にニコマートの神奈川県全域でのエリアフランチャイザーとなった[11]航空測量のパスコの子会社として設立され[12][13]、ニコマートでは神奈川地区49店舗を担当していた[1]。

1998年（平成10年）4月にパスコリテールはポプラに買収されて「株式会社関東ポプラ」に社名変更され、同年7月1日の浜松町店を皮切りに「ジャストスポット」からポプラに店名変更した。
- 飯野リテイル[注釈 1](千葉県松戸市) - 1987年（昭和62年）4月に飯野海運が子会社「コンビニサービス株式会社」を設立して[14]、同年5月に当社のエリアフランチャイザーとなり[15]、同年7月30日に同社の1号店として浦安店を開店したのが始まりである[16]。

2002年（平成14年）にローソンから買収が発表されたが、社員の待遇面や折り合いがつかなかったことを原因として買収を断念し、同年7月に新鮮組に売却さて、同年に株式会社ジャストスポットに社名変更した。2007年（平成19年）に新鮮組本部に吸収されたが、店舗名は2008年（平成20年）2月に新選組がローソンに全店舗を加盟させて同年5月末までにジャストスポットを含む全店舗をローソンへ店名を変更するまで使用された。
- 大森商店(茨城県日立市) - 1952年（昭和27年）6月に設立され[22]、1987年（昭和62年）4月にニコマートの茨城県のエリアフランチャイザーとなった酒類卸[15]。

## 沿革
- 1986年（昭和61年）7月 - パスコがニコマートの神奈川県全域でのエリアフランチャイザーとなる[11]。
- 1987年（昭和62年）
  - 4月 - 飯野海運が子会社コンビニサービス株式会社を設立[14]。
  - 5月 - コンビニサービス株式会社がニコマートの神奈川県全域でのエリアフランチャイザーとなる[15]。
  - 7月30日 - コンビニサービス1号店としてニコマート浦安店を開店[16]。
- 1987年（昭和62年）4月 - 大森商店がニコマートの茨城県のエリアフランチャイザーとなる[15]。
- 1993年（平成5年）
  - 6月23日・24日 - ニコマートが2日連続して不渡りを出し銀行取引停止となり事実上倒産[2]。
  - 8月 - パスコリテールがニコマートとのエリアFC契約を解消[13]。
  - 10月1日[3] - 飯野リティル・パスコリテール・大森商店の3社が[4]店舗名を「ニコマート」から「ジャストスポット」に変更[3]。
- 1995年（平成7年）7月24日 - パスコリテールのジャストスポットが70店を達成[23]。
- 1998年（平成10年）
  - 4月 - ポプラがパスコリテールを買収されて「株式会社関東ポプラ」に社名を変更[6]。
  - 7月1日 - 浜松町店を皮切りに「ジャストスポット」からポプラに店名の変更を開始[7]。
- 2002年（平成14年）
  - 7月 - 飯野リティルが新鮮組に買収される[8]。
  - 飯野リティルが株式会社ジャストスポットに社名を変更[9]。
- 2003年（平成15年）
  - 2月 - ポプラが店舗改装子会社の関東ポプラを清算[24]。
- 2007年（平成19年）11月 - 株式会社ジャストスポットが親会社の新鮮組本部に吸収される[広報 2]。
- 2008年（平成20年）
  - 2月 - 新選組全店舗がローソンに加盟[10]。
  - 5月末 - 新選組の展開していたジャストスポットを含む全店舗をローソンへ店名を変更[10]。